# فوسکارنت
فوسکارنت (انگلیسی: Foscarnet) فسفونومتانوئیک اسید با نام تجاری آن فوسکاویر(Foscavir) یک داروی ضد ویروسی است که عمدتاً برای درمان عفونت‌های ویروسی مربوط به خانواده سایتومگالوویروس به کار می‌رود و به عنوان یک مهارکننده آنالوگ پیروفسفات DNA پلیمراز طبقه‌بندی می‌شود. فوسکارنت باز مزدوج یک ترکیب شیمیایی با فرمول HO2CPO3H2 است.
این دارو برای استفاده پزشکی در سال ۱۹۹۱ میلادی تأیید شد.

## اطلاعات کلی
- نام برند: [فوسکاویر FOSCAVIR]
- نام ژنریک(اصل-عمومی دارو): فوسکارنت
- شکل دارویی:

ویال۲۴میلی‌گرم/میلی لیتر،۲۵۰میلی‌لیتر
- شرکت تولید کننده: Fresenius kabi austria GMbh
- صاحب برند تجاری: Clinigen Healthcare B.V
- کشور اصلی تولید کننده: اتریش
- شرکت وارد کننده به ایران: پیک دارو توسعه
- شرایط نگهداری: دمای کمتر از ۲۵ درجه سانتی گراد، از یخ‌زدگی جلوگیری شود.
- کاربرد درمانی:
- ۱-عفونت ویروسی سایتومگالوویروس در بیماران HSCT(پیوندی) در اثر ویروس هرپس
- ۲-عفونت ویروسی CMV مقاوم به گانسیکلوویر در بیماران دچار ضعف سیستم ایمنی بدن
- ۳-عفونت CMV رتینیت(عفونت بخش قدامی شبکیه‌ چشم) در بیماران مبتلا به ایدز
- ۴-عفونت HERPS SIMPLEX VIRUS مقاوم به آسیکلوویر در بیماران دچار ضعف سیستم ایمنی بدن

## روش تهیه در ایران
داروی فوسکارنت اکنون(تیرماه۱۴۰۳) فعلا فقط در داروخانه های مرکزی شبانه روزی عمدتاً یافت می شود. داروسازان ایرانی در حال بومی‌سازی فوسکارنت هستند، لیکن الان شرکت وارد کننده پیک داروی توسعه فوسکارنت را با نام تجاری خارجی خود یعنی فوسکاویر عرضه کرده است.
این دارو یک ویروس‌کش با ساختاری متفاوت و بسیار قوی است، که به احتمال زیاد، برای درمان هپاتیت و ایدز استفاده شود.

## استفاده پزشکی
این مشتق اسید فسفونیک(که توسط کلینیگن با نام فسکارنت سدیم با نام تجاری فوسکاویر به بازار عرضه می شود)یک داروی ضد ویروسی است که برای درمان ویروس های تبخال، از جمله سیتومگالوویروس مقاوم به دارو(CMV) و ویروس های هرپس سیمپلکس نوع ۱ و ۲ (HSV-1 و HSV-2)استفاده می شود. این دارو به ویژه برای درمان رتینیت CMV استفاده می شود.  فوسکارنت را می توان برای درمان بیماران مبتلا به HIV با تجربه درمان بالا به عنوان بخشی از درمان نجات استفاده کرد.

## مکانیسم عمل
فوسکارنت یک تقلید ساختاری از آنیون پیروفسفات است که به طور انتخابی محل اتصال پیروفسفات را در DNA پلیمرازهای ویروسی در غلظت هایی که بر DNA پلیمرازهای انسانی تأثیر نمی گذارد، مهار می کند. در افرادی که با مهارکننده های DNA پلیمراز آسیکلوویر یا گانسیکلوویر درمان می شوند، ذرات HSV یا CMV می توانند پروتئین کینازهای جهش یافته(به ترتیب تیمیدین کیناز یا پروتئین کیناز UL97) ایجاد کنند که آنها را به این داروهای ضد ویروسی مقاوم می کند. با این حال، بر خلاف آسیکلوویر و گانسیکلوویر، فوسکارنت توسط پروتئین کینازهای ویروسی فعال نمی شود، که آن را در عفونت های HSV و CMV مقاوم به آسیکلوویر یا گانسیکلوویر مفید می کند. با این حال، جهش‌یافته‌های مقاوم به آسیکلوویر یا گانسیکلوویر با تغییرات در DNA پلیمراز ویروسی نیز ممکن است در برابر فوسکارنت مقاوم باشند.

## روش های مصرف
فوسکارنت توسط انفوزیون داخل وریدی یا تزریق داخل زجاجیه تجویز می شود.

## عوارض جانبی
- سمیت کلیوی: افزایش سطح کراتینین سرم و آسیب کلیوی می تواند در بیماران دریافت کننده فوسکارنت رخ دهد. از سایر داروهای نفروتوکسیک(دارای عوارض کلیوی) باید اجتناب شود. عدم سمیت کلیوی معمولا برگشت پذیر است و با تنظیم دوز دارو و هیدراتاسیون کافی(تامین مایعات بدن به‌خصوص آب) می توان آن را کاهش داد.
- اختلالات الکترولیت(عدم تعادل و تنظیم عناصر مهم مانند سدیم و پتاسیم در مایعات بدن) *هیپوکلسمی(کلسیم زیاد خون) *هیپومنیزیمی(منیزیم زیاد خون)ممکن است رخ دهد.
- نظارت منظم الکترولیت ها برای جلوگیری از سمیت بالینی ضروری است.
- زخم تناسلی: یک عارضه جانبی کمتر شایع گزارش شده است که بیشتر در مردان و معمولاً در طی استفاده القایی از فوسکارنت رخ می دهد. این عارضه به احتمال زیاد یک درماتیت(حساسیت) تماسی است که به دلیل غلظت بالای فوسکارنت در ادرار بوجود می‌آید. و معمولاً پس از قطع دارو به سرعت برطرف می شود.
- تاثیر بر سیستم عصبی مرکزی و برخی عوارض مربوطه مانند تاری دید، تشنج، سردرد و بی‌خوابی

### عوارض جانبی کمتر شایع
- پارستزی اطراف دهان
- تحریک پذیری
- حالات روانی تغییر یافته

1. ↑  "فوسکاویر-فوسکارنت سدیم انفوزیون، روش مصرف". DailyMed. ۲۳ آوریل ۲۰۲۰. Retrieved 6 November 2020.
2. ↑  Long, Sarah S.; Pickering, Larry K.; Prober, Charles G. (2012). Principles and Practice of Pediatric Infectious Disease (به انگلیسی). Elsevier Health Sciences. p. 1502. ISBN 978-1-4377-2702-9.